# Hannogne-Saint-Martin
Hannogne-Saint-Martin – miejscowość i gmina we Francji, w regionie Grand Est, w departamencie Ardeny.
Według danych na rok 1990 gminę zamieszkiwało 431 osób, a gęstość zaludnienia wynosiła 92 osób/km².